# Józef Gosławski

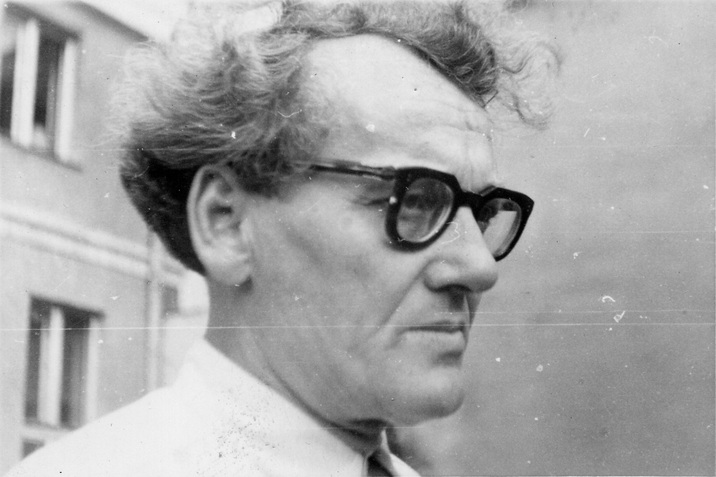
Józef Gosławski

Józef Jan Gosławski (* 24. April 1908 in Polanówka; † 23. Januar 1963 in Warschau) war ein polnischer Bildhauer und Medailleur. Er hat Münzen (u. a. 5 zł mit einem Bild des Fischers), Denkmäler (u. a. Frédéric Chopin in Żelazowa Wola) und Medaillen (u. a. Jahr 1939) entworfen. Monogramm Signatur JG. Er war Preisträger bei vielen Kunstwettbewerben und wurde mit dem Silbernen Verdienstkreuz dekoriert.

## Ausstellungen

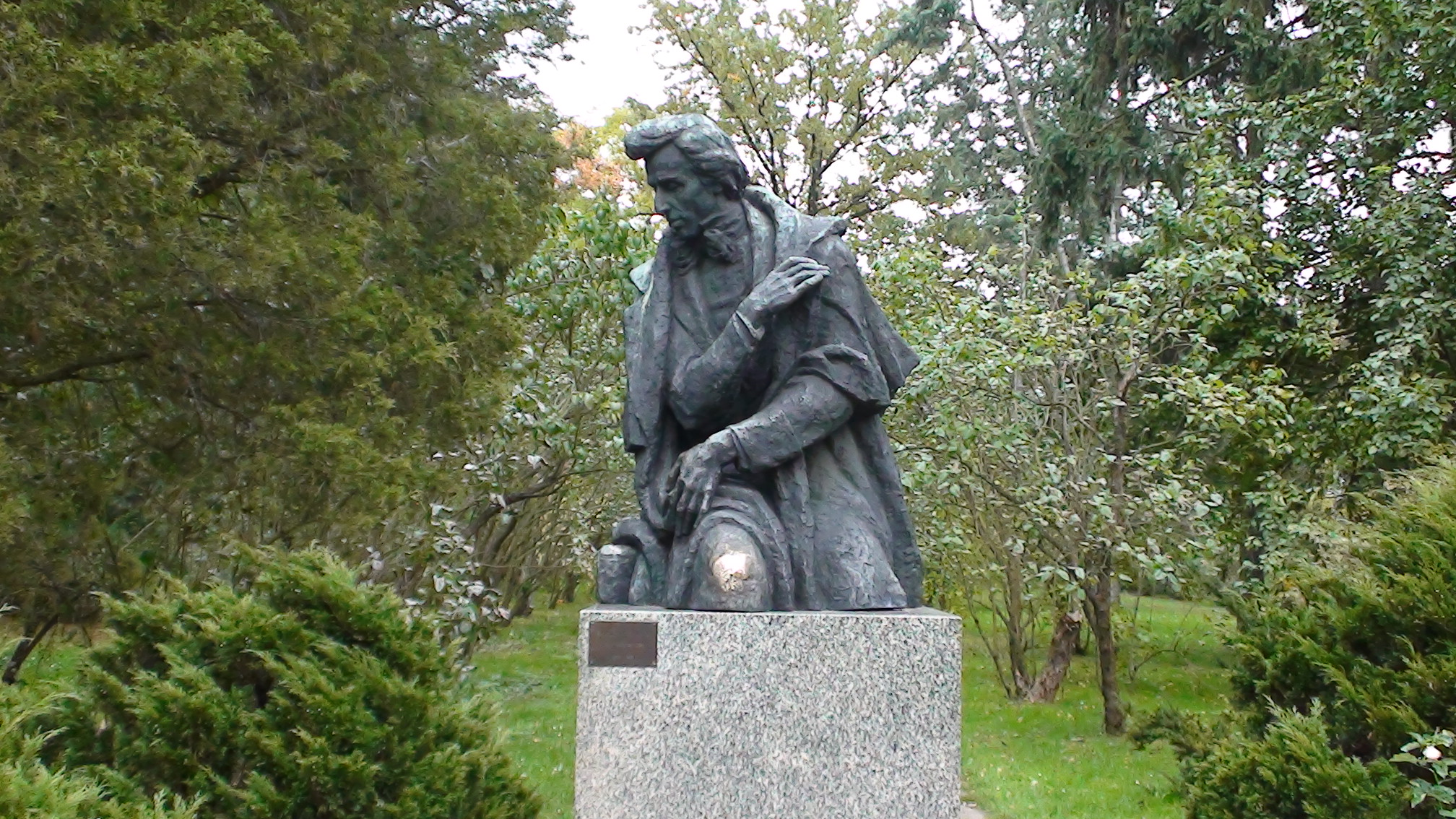
Das Frédéric-Chopin-Denkmal in Żelazowa Wola (1955/1969)

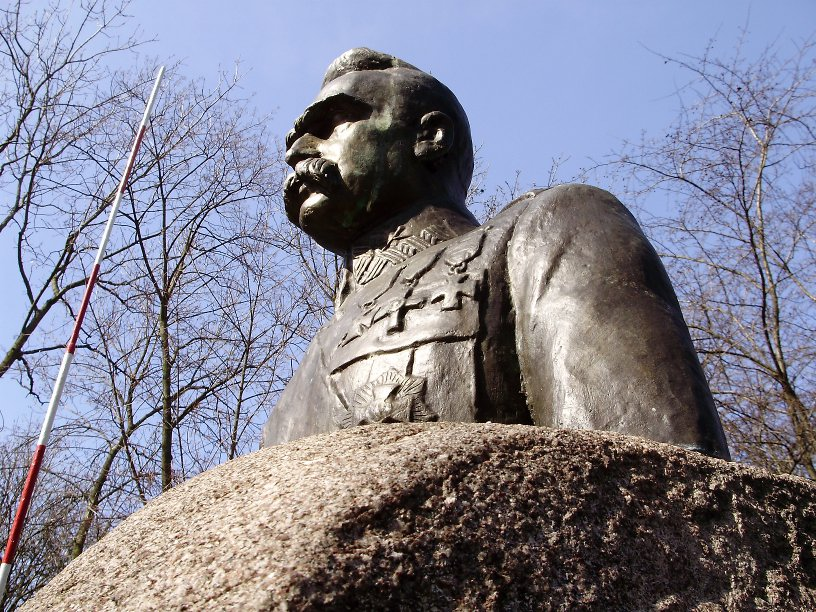
Denkmal von Józef Piłsudski in Turek

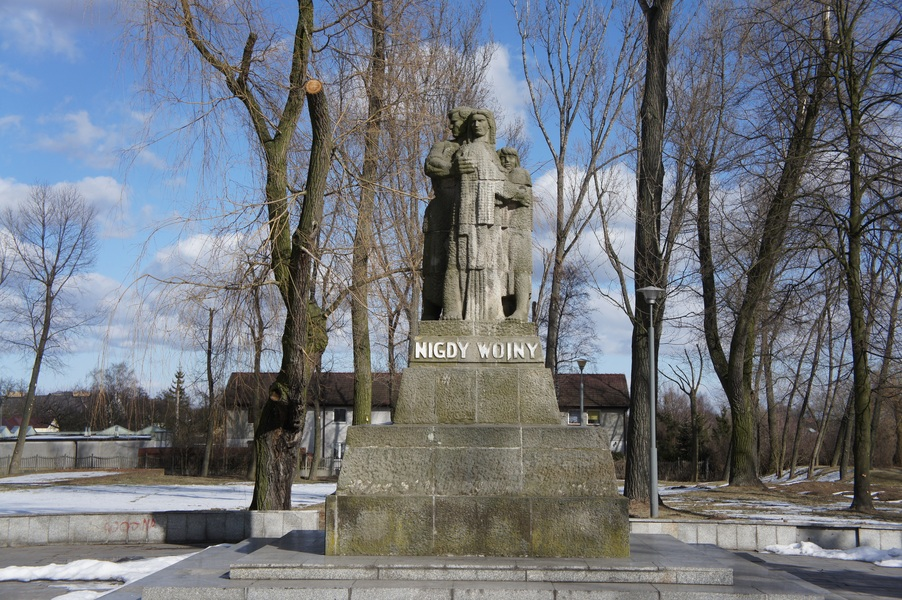
Denkmal Nigdy wojny in Luboń (1956)

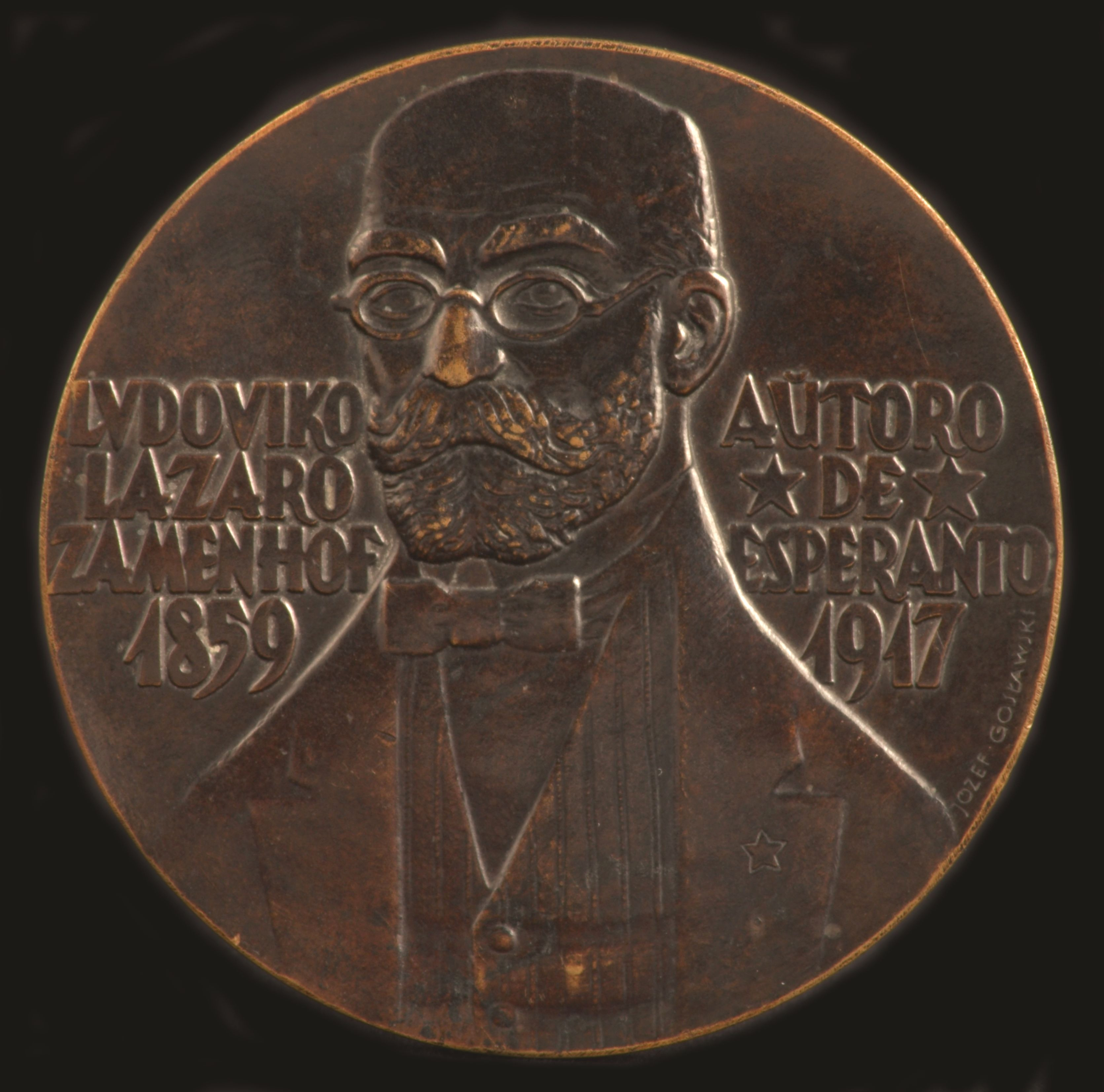
Medaille mit Ludwik Lejzer Zamenhof (Kehrseite, 1959)

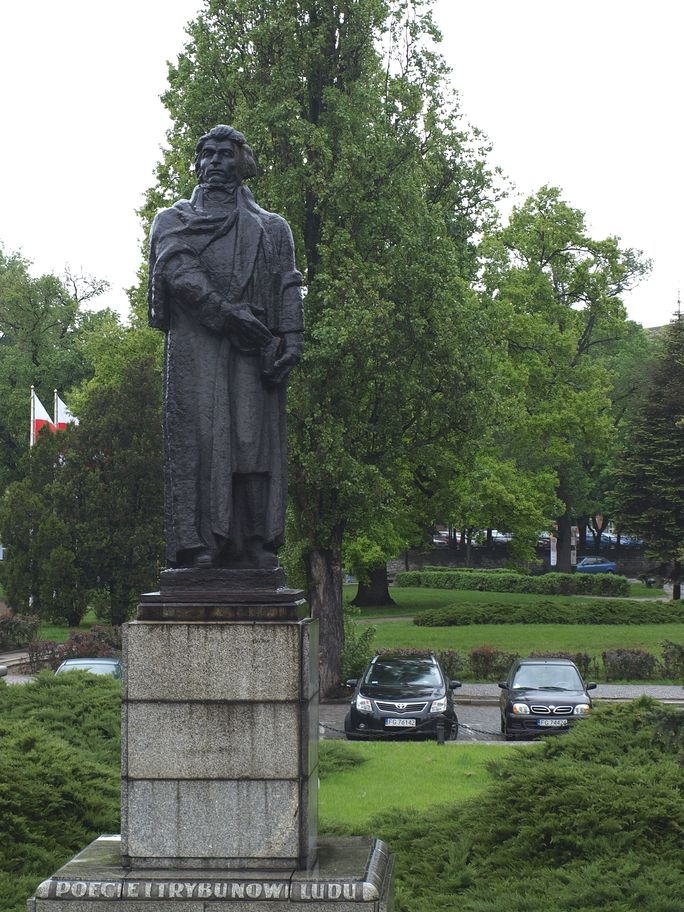
Denkmal von Adam Mickiewicz in Gorzów Wielkopolski

### Einzelausstellungen
| Jahr      | Stadt           | Institution                           |
| --------- | --------------- | ------------------------------------- |
| 1933      | Krakau          | Palast der Kunst                      |
| 1960      | Budapest        | Ośrodek Kultury Polskiej              |
| 1963      | Warschau        | Dom Wojska Polskiego                  |
| 1968      | Breslau         | Breslauer Rathaus                     |
| 1973      | Warschau        | Centralne Biuro Wystaw Artystycznych  |
| 1974      | Warschau        | Galeria Wojskowa DWP                  |
| 1974      | Warka           | Muzeum im. Kazimierza Pułaskiego      |
| 1974      | Bydgoszcz       | Regional Museum                       |
| 1987      | Lublin          | Regional Museum                       |
| 1995      | Kazimierz Dolny | Muzeum Nadwiślańskie - Galeria Letnia |
| 1996      | Bolesławiec     | Bolesławiecki Ośrodek Kultury         |
| 1997      | Chełmno         | Regional Museum                       |
| 2000      | Konin           | Regional Museum                       |
| 2003      | Warschau        | Galeria Domu Artysty Plastyka         |
| 2014      | Orońsko         | Skulpturenzentrum in Polen            |
| 2014/2015 | Warschau        | Skulpturenmuseum (Królikarnia-Palast) |

### Kollektivausstellungen

#### Ausländische
| Jahr      | Staat                           | Stadt                 | Institution       |
| --------- | ------------------------------- | --------------------- | ----------------- |
| 1932      | Österreich                      | Wien                  | Künstlerhaus Wien |
| 1936      | Königreich Italien              | Rom                   | ?                 |
| 1936      | Königreich Italien              | Rom                   | ?                 |
| 1950      | Tschechoslowakei                | Prag                  | ?                 |
| 1950      | Italien                         | Rom                   | ?                 |
| 1959      | Italien                         | Catania               | ?                 |
| 1959      | Österreich                      | Wien                  | ?                 |
| 1963/1964 | Sowjetunion                     | Moskau-Minsk          | ?                 |
| 1964      | Italien                         | Arezzo                | ?                 |
| 1965      | Deutsche Demokratische Republik | Berlin-Erfurt-Leipzig | ?                 |
| 1966      | Tschechoslowakei                | Kralupe               | ?                 |
| 1966      | Bulgarien                       | Sofia                 | ?                 |
| 1966/1967 | Ungarn                          | -                     | ?                 |
| 1967      | Jugoslawien                     | -                     | ?                 |
| 1967      | Finnland Schweden Polen         | -                     | ?                 |
| 1967      | Frankreich                      | Paris                 | ?                 |
| 1968      | Sowjetunion                     | Moskau                | ?                 |
| 1969      | Ungarn                          | Budapest              | ?                 |
| 1971      | Frankreich                      | Paris                 | ?                 |
| 1971      | Niederlande                     | Den Haag              | ?                 |
| 1972      | Deutsche Demokratische Republik | Berlin                | ?                 |
| 1985      | Tschechoslowakei                | Prag                  | ?                 |
| 2003      | Österreich                      | Wien                  | Leopold Museum    |